# Pro Evolution Soccer 2011
Pro Evolution Soccer 2011 (znana także jako World Soccer: Winning Eleven 2011 lub PES 2011) – piłkarska gra z serii Pro Evolution Soccer.